# Gallienusbågen
Gallienusbågen (latin: Arcus Gallieni) är en triumfbåge på Esquilinen i Rom. Den ersatte Porta Esquilina under Augustus kejsartid; Porta Esquilina var en stadsport i Serviusmuren. Bågen fick sitt namn år 262, då den tillägnades kejsar Gallienus. Bågens bägge pilastrar har korintiska kapitäl. Gallienusbågen står bredvid kyrkan Santi Vito e Modesto.
Bågens panegyriska inskription lyder:
|                                       |                                                                         |
| GALLIENO CLEMENTISSIMO PRINCIPI       | Till Gallienus, den mildaste princeps,                                  |
| CVIVS INVICTA VIRTVS SOLA PIETATE     | vars enastående dådkraft endast överträffas                             |
| SVPERACTA EST ET SALONINAE            | av hans pliktkänsla, och till Salonina,                                 |
| SANCTISSIMAE AVGVSTAE AVRELIVS        | högvördigaste augusta, Aurelius                                         |
| VICTOR V[IR] E[GREGIVS] DICATTISSIMVS | Victor, den förnäme mannen, [tillägnade detta] i fullkomlig hängivenhet |
| NVMINI MAIESTATISQVE EORVM            | inför deras makt och majestät                                           |